# アイガモ
アイガモ（合鴨、間鴨、相鴨）は、広義には野生のマガモを飼いならしてできあがった家禽（ナキアヒルの別名）やアヒルとマガモの交雑個体ないし雑種の総称。一般的にはマガモとアヒルの一代雑種を指すことが多いが、確立された定義はなく、実際にはマガモとアヒルの各種交雑種を含めてアイガモと称されている。
なお、アヒルは原種マガモA. platyrhynchos platyrhynchosを家禽化し大型化したものであるが、アイガモも家禽であるという点からアヒルの一品種として位置づけられることがある。

## 概要
歴史的にはマガモを飼いならして狩猟用のおとりとして使われたナキアヒルの別名を合鴨（アイガモ）と呼んだ。英名でDecoy（デコイ）と呼ばれ、この英名は鳥類の彩色木彫も意味する（どちらも狩猟用のおとりに使われた）。仙台鳴アヒルや下総鳴アヒルなどもこれに属するとされるが、ナキアヒルの飼育例はごくわずかになっており、体型は脚がやや太いほかは、マガモと同じ羽色で、オスは青首、メスは赤褐色から黄褐色である。
一方でアヒルとマガモの交雑種や野生のマガモを飼いならした品種の総称をアイガモといい、これは水田に放し飼いにする合鴨農法に用いられるものである。羽毛はマガモに類似しており、体重や飛翔能力等はマガモとアヒルの中間に位置する。ただ、飛翔力については交雑の程度によるとされる。
マガモと青首種またはマガモとカーキーキャンベル種（オランダやイギリスで多く飼養されている卵用種）の一代雑種をいうこともある。

## 利用

### 合鴨農法
田植え後の水田にアイガモのひなを放飼して雑草を食べさせ、農薬や化学肥料の使用を全廃あるいは低減する合鴨農法が行われている。

### 食肉としての利用
食肉にされるが、家禽であるアヒルに比較すると体が小さくなり肉量が少ない。また、アヒルに比べ、繁殖力が劣り、成長も遅いといった欠点を抱えているため、食肉用に飼養されることは少ない。

## 交雑による自然界への影響
野生化したアイガモと野生のマガモやカルガモとの交雑が懸念されており、遺伝子汚染の問題が取り上げられることがある。

## ギャラリー

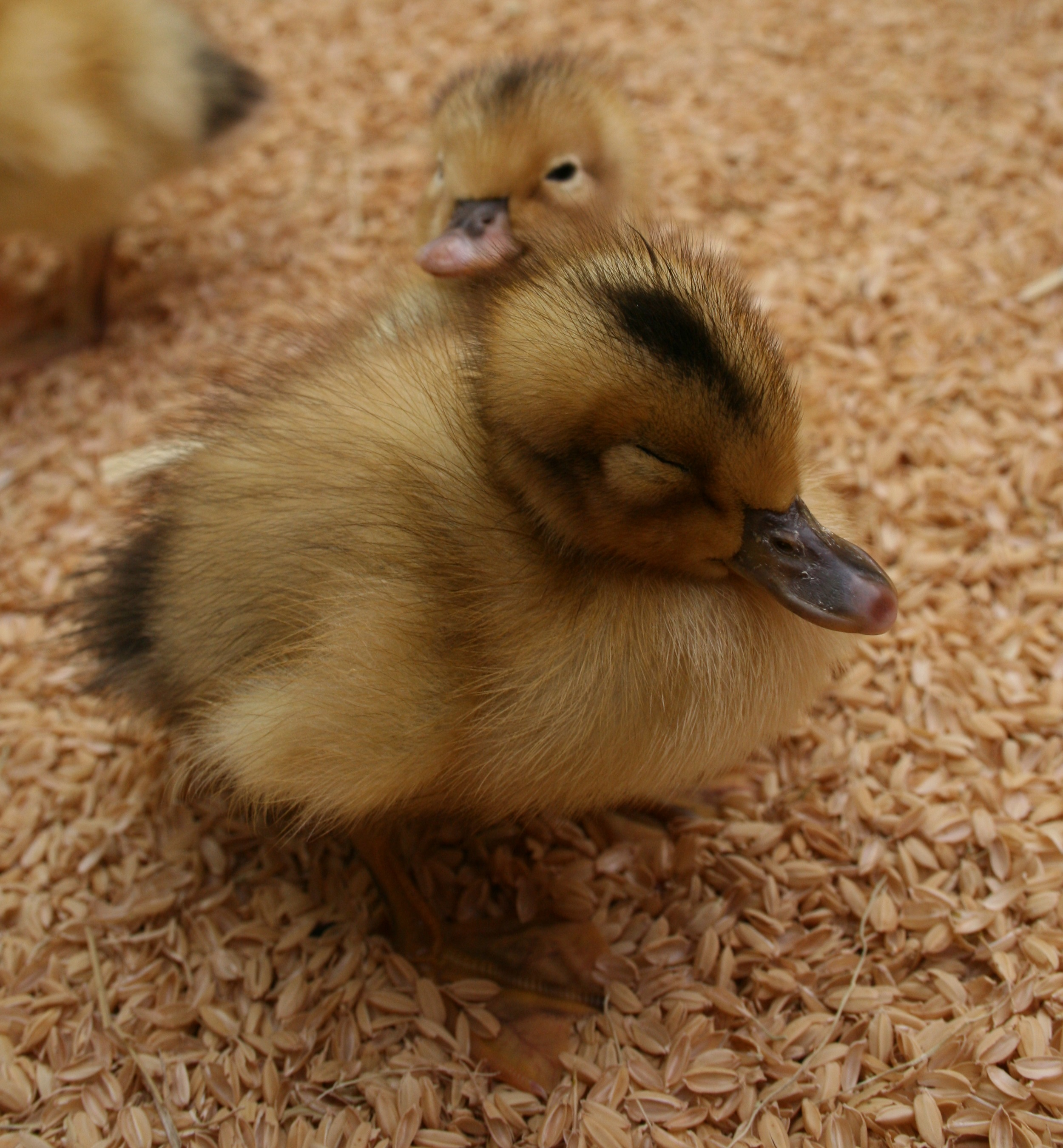
アイガモのひな
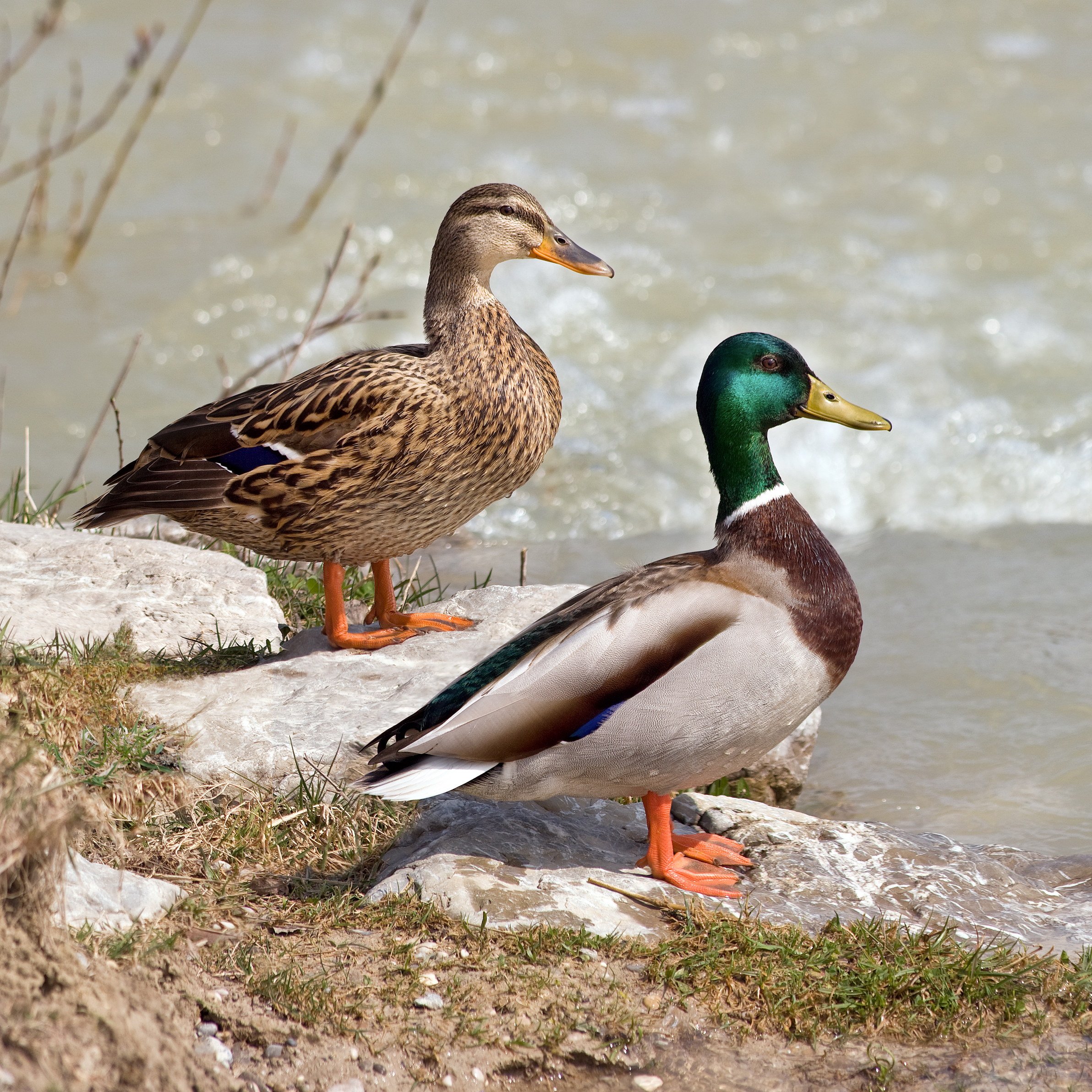
マガモ Anas platyrhynchos
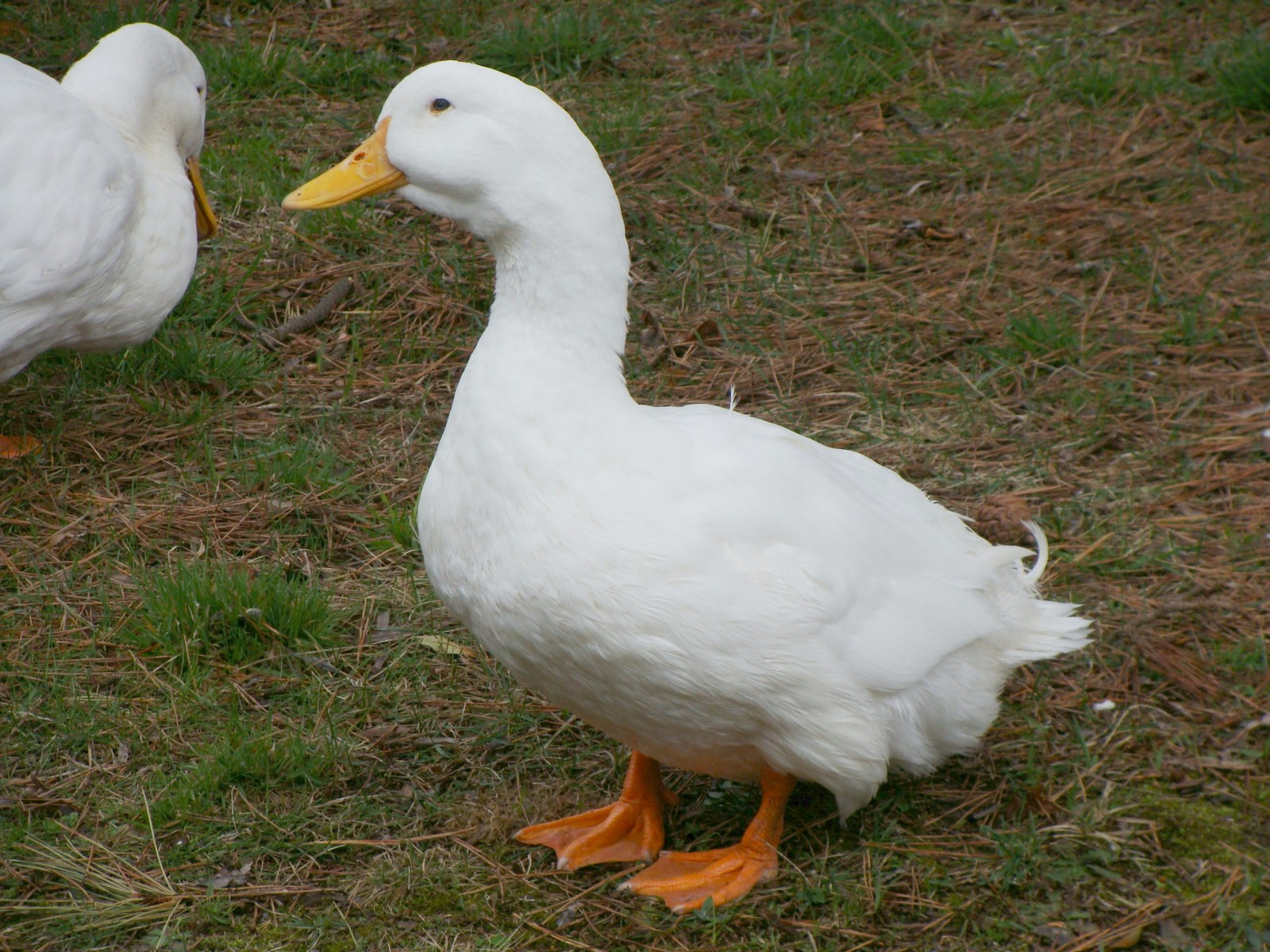
アヒル Anas platyrhynchos var. domesticus